# Lettische Badmintonmeisterschaft 1975
Die Lettische Badmintonmeisterschaft 1975 fand in Jelgava statt. Es war die zwölfte Auflage der nationalen Titelkämpfe von Lettland im Badminton, zu dieser Zeit noch als Meisterschaft der Sowjetrepublik.

## Titelträger
| Disziplin    | Sieger                      |
| ------------ | --------------------------- |
| Herreneinzel | Egils Sudmalis              |
| Dameneinzel  | Gundega Grīnuma             |
| Herrendoppel | Jānis Trops Māris Sūkulis   |
| Damendoppel  | Gundega Grīnuma Ilona Lāce  |
| Mixed        | Jānis Trops Gundega Grīnuma |